# Държавен статистически комитет (Азербайджан)
Държавният статистически комитет (на азербайджански: Dövlət Statistika Komitəsi) е статистическа организация, подчинена на правителството на Азербайджан.

## История
По време на управлението на Народна република Азербайджан са създадени статистически агенции на различни министерства свързани със статистиката. Тези структури функционират като отдел на статистиката в Министерството на държавната собственост и селското стопанство през 1918 г., Бюрото за статистика в Министерството на земеделието през 1919 г.
На 28 септември 1928 г. Централният изпълнителен комитет и Съветът на народните комисари на Азербайджанската съветска социалистическа република одобряват новите регламенти за създаването на Централния статистически комитет на Азербайджанската СРС.
През 1987 г. Централната статистическа служба на Република Азербайджан се преименува на Държавния комитет по статистика на Република Азербайджан, а Правилникът за Държавния статистически комитет на Азербайджанската ССР е одобрен от Кабинета на министрите на Азербайджанска република от 30 март 1988 г.
На 18 февруари 1994 г. е приет новият закон на Република Азербайджан „за статистиката“, като се има предвид на подписаните в Женева на 15 април 1992 г. изисквания на „Основни принципи на официалната статистика в района на Икономическата комисия за Европа“, одобрени от Решение на 47–та сесия на заседанието на Икономическата комисия за Европа.

## Основни задачи
Основните задачи на комитета са:
- да участва във формулирането на единна държавна политика в областта на статистиката и осигурява изпълнението на тази политика;
- да осигурява своевременното събиране на статистическа информация и нейната съвместимост със социално–икономическите процеси в страната;
- да осигурява разработени статистически данни;
- да организира и провежда статистически проучвания за състоянието на икономическите, социалните, демографските и екологичните области;
- да извършва държавна регистрация на статистически единици;
- да работи в други посоки, определени от законодателството.